# Misopogon
Misopogon (Μισοπώγων en grec ancien) ou L'ennemi de la barbe est une œuvre écrite en grec par l'empereur romain Julien au début de l'année 363. 
Le titre Misopogon signifie littéralement « celui qui hait la barbe », ce qui reflète le ton satirique de l'œuvre, rédigée en réplique aux moqueries des habitants d'Antioche à l'encontre de l'empereur.

## Contexte

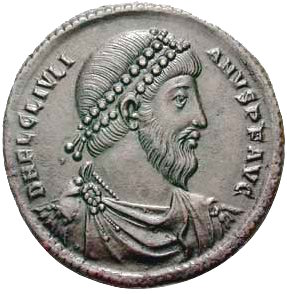
Portrait de l'empereur Julien, portant la barbe longue, sur une pièce de monnaie en bronze, frappée à Antioche.

L'empereur Julien a abandonné le christianisme pour retourner au polythéisme traditionnel romain. Il est aussi adepte de la philosophie de l'école néoplatonicienne de Pergame. Il mène une vie ascétique et s'habille en philosophe. Pour le présenter à la cour impériale en 355, on l'a rasé à son grand déplaisir,. Proclamé empereur en 360, il s'est laissé repousser la barbe et il l'arbore longue, à la mode des philosophes, contrairement à ses contemporains, rasés de près.
En 363, alors qu'il prépare une grande campagne militaire contre les Perses sassanides, il installe sa cour et son armée à Antioche. Cette ville opulente, très à la mode, compte de nombreux chrétiens (peut-être une majorité). Les moqueries envers l'apparence physique de Julien se multiplient dans cette ville, peut-être aussi agacée par la présence encombrante de milliers de soldats. Ammien Marcellin, contemporain de Julien et originaire d'Antioche, en rapporte une série : « chèvre », « taupe bavarde », « singe en manteau de pourpre », « Cercope » (créature métamorphosé en singe par Zeus),.

## Date
Julien écrit le Misopogon à la fin du mois de février 363, après un séjour de plusieurs mois à Antioche, et avant son départ pour Tarse.

## Établissement du texte d'après les manuscrits
Le Misopogon est transmis au cours du Moyen Âge avec d'autres discours de Julien par huit versions manuscrites, dont six ne sont que des copies. La version la plus ancienne figure dans le manuscrit Vindobonensis datant des XIIIe siècle-XIVe siècle, lacunaire mais complétée par le Vaticanus. Une première édition du texte est publiée en 1566 par le navarrais Pierre Martinez de Morentin. Les divers manuscrits sont compilés pour reconstituer le texte grec par plusieurs spécialistes, dont Joseph Bidez qui publie sa version du texte grec en 1929. Christian Lacombrade en publie la traduction française en 1964. L'helléniste italien Carlo Prato complète les travaux d'étude des manuscrits et publie une nouvelle traduction commentée en 1979.

## Contenu
Misopogon est un chef-d’œuvre de second degré. Dans son préambule, Julien annonce que « [c]e chant est fait en prose : il contient de nombreuses et graves injures qui, Zeus m'en est témoin, ne visent pas autrui (le pourrais-je ? la loi s'y oppose), mais l'auteur en personne et l'écrivain : nulle loi n'interdit d'écrire contre soi-même éloges ou blâmes. » Ainsi, il marque qu'il va se moquer non pas d'autrui, puisque la loi s'y oppose, mais de lui, nulle loi n'interdisant d'écrire contre soi-même, signifiant par ailleurs au passage l'illégalité dans laquelle se placent les Antiochiens. 
Julien insiste sur ses défauts physiques, et son affectation de philosophe :

« De fait, à ce visage qui ne tient de la nature ni rare beauté, ni même régularité, ni même fraîcheur, mon fâcheux caractère et mon humeur morose m'ont fait ajouter cette barbe touffue, comme pour le punir, dirait-on. d'être dépourvu de beauté naturelle. Et voilà pourquoi j'endure que les poux se promènent là comme bêtes sauvages dans un hallier (...). »

— Misopogon, § 3, p. 5 (éd. 2003)
mais c'est pour mieux s'en prendre à l'orgueil, à la superficialité, au narcissisme des Antiochiens :

« Mais une cité florissante, heureuse, peuplée, […] qui ne voit chez elle que danseurs, flûteurs, mimes plus nombreux que les citoyens, et pas de respect pour les princes.  […] des gens de cœur, comme vous, doivent faire bombance dès le matin et la nuit prendre leurs ébats, sans nul souci des lois »

— Misopogon, § 5 [Où ?...]

« Oui, 
Vous êtes tous beaux, grands, lisses et imberbes et, vieux aussi bien que jeunes, vous aspirez à la félicité des Phéaciens, au linge frais, aux bains chauds et aux lits." »

— Misopogon, § 8, 2003, p. 15 (la citation en italique vient de Hérodote, Histoires, I, 29.
Par contraste, Julien présente sa conduite ascétique, renforcée par l'expérience de son séjour en Gaule et à Lutèce, et par l'éducation de son précepteur Mardonios.

## Postérité
Ammien Marcellin, pourtant généralement favorable à Julien mais Antiochien lui-même, présente le Misopogon en termes négatifs, s'offusquant d'une réaction de colère où Julien « énumère rageusement et avec agressivité les tares de la cité, non sans en rajouter maintes fois par rapport à la vérité ».
En revanche, les auteurs grecs du Ve siècle avec un siècle de recul, sont plutôt élogieux : Zosime qualifie le Misopogon de « discours spirituel » qui a humilié les Antiochiens au point de leur imposer le repentir de leurs fautes. Sozomène trouve ce discours « de toute beauté et fort spirituel ». Selon Socrate le Scolastique, Julien s'est libéré de sa colère et a marqué Antioche d'une opprobre durable.
Misopogon est intéressant à la fois comme une source historique pour comprendre l'attitude de l'empereur Julien envers ses sujets et comme un exemple de la littérature satirique de l'Antiquité tardive.

#### Traductions
- (grc + la) Julien (trad. Pierre Martinez de Morentin), Juliani Imperatoris Misopogon et epistolae Graecé Latineque nunc primùm edita et illustrata, Paris, André Wechel, 1566 (lire en ligne) sur le site archive.org
- (grc + fr) Julien (trad. Eugène Talbot), Misopogon, Paris, Henri Plon, 1863 (lire en ligne) Traduction française sur le site remacle.org
- (grc + fr) Julien (texte et traduction, Christian Lacombrade ; Introd. et notes, Aude de Saint-Loup), Misopogon, Les Belles Lettres, coll. « Classiques en poche. Bilingue », 2003, 96 p. (ISBN 978-2-251-79970-4)Le texte grec et sa traduction ont paru initialement dans L'Empereur Julien, Œuvres complètes. Tome II, 2e partie : Discours de Julien Empereur (X-XII). Les Césars - Sur Hélios-Roi - Le Misopogon. Texte établi et traduit par Ch. Lacombrade, Les Belles Lettres, 1965 [rééd. 2021, 332 p.  (ISBN 978-2-251-00186-9)]

### Études
- Joseph Bidez, La tradition manuscrite et les éditions des Discours de l'empereur Julien, Paris, Champion, 1929 (présentation en ligne).
- Jean Bouffartigue, « L'état mental de l'empereur Julien », Revue des Études Grecques, t. 102, nos 487-489,‎ juillet-décembre 1989, p. 529-539 (lire en ligne).
- Pascal Célérier, « Le Misopogon, ou la Passion de Julien selon Julien », Revue des études tardo-antiques, vol. XI,‎ 2021-2022, p. 107-124 (lire en ligne)
- (en) Joshua Hartman, « Invective Oratory and Julian’s Misopogon », Greek, Roman, and Byzantine Studies, vol. 57, no 4,‎ 2017, p. 1032–1057 (lire en ligne)
- Lucien Jerphagnon, Julien dit l'Apostat : Histoire naturelle d'une famille sous le Bas-Empire, Paris, Tallandier, 2018, 364 p. (ISBN 9791021046122).
- (en) Jamie Marvin

Studies in Late Antiquity, « Julian’s Misopogon and the Food Shortage in Antioch: Imperial Criticism of Community Response », 2023, vol. 7, no 2,‎ 2023, p. 286–326 (lire en ligne)